# Anastasio di Asti
Anastasio (... – V secolo) è stato un vescovo romano, vescovo di Asti nel V secolo.

## Biografia
Probabilmente fu uno dei primi vescovi della chiesa astese, forse il secondo. Successe a sant'Aniano e precedette Pastore.
Nel "Calendario-necrologico" redatto da Ludovico Vergano, alla data del 20 dicembre si ricorda un sant'Anastasio vescovo.

### Ipotesi sulla sua sepoltura
Secondo don Stefano d'Acquino, l'esistenza del vescovo astigiano è legata alla presenza ad Asti della cripta di Sant'Anastasio.
La cripta è situata nella zona occidentale della città, a poche centinaia di metri dalla Cattedrale. Essa risale all'VIII secolo, ed è stata costruita sul sedime dell'antico foro romano della città, a lato della via Fulvia (ora l'attuale corso Alfieri).
In seguito, sullo stesso luogo, venne costruita in un primo tempo prima una chiesa romanica che poi evolse in monastero. Le strutture vennero definitivamente distrutte nel XX secolo per far posto all'attuale liceo classico.
Nella zona occidentale della cripta, nel 1965 sono state rinvenute alcune sepolture attribuibili al periodo altomedievale. Una di queste, in particolare, la tomba presenta la particolarità di essere costituita da alcune file di mattoni sovrapposti "a secco" e solamente intervallati da uno strato di sabbia terrosa. Lo scheletro presente nella tomba, secondo i rilevamenti, era di un maschio adulto, in età avanzata, con i piedi rivolti a sud e presentava superiormente un alloggiamento per il capo.
Il d'Acquino ha ipotizzato che si trattasse della sepoltura di un vescovo ricostruita con cura in quel luogo in seguito alla traslazione da una precedente sede primitiva.
Su questa tomba, seguì la costruzione di un capitello votivo, e in seguito si costruì sopra nel secolo IX una prima chiesa carolingia.
Queste supposizioni, unite a quelle che la tomba ritrovata in Sant'Anastasio fosse l'unica all'interno del perimetro della costruzione sotterranea, lascia supporre che si tratti di una tomba importante e probabilmente di un vescovo forse titolare della stessa chiesa.
La chiesa romanica, in seguito, avrebbe subito danneggiamenti nel periodo delle invasioni degli Ungari e dei Saraceni (IX-XI secolo) e la tomba, finita sotto le macerie, si ritiene che sia andata perduta o saccheggiata.
Il culto però è continuato nei secoli come dimostrano le successive costruzioni religiose del XII secolo e XVIII secolo

### La trasformazione del personaggio
Nel XIII secolo la larga eco del culto di sant'Anastasio di Sergiopoli probabilmente si fuse con il lontano ricordo del vescovo astigiano. A farlo identificare con il santo persiano contribuì oltre allo smarrimento del corpo del nostro vescovo, forse anche il titolo di "martire" che in antichità era attribuito anche in senso più "largo" ai sostenitori della fede. La tesi è avvalorata anche da Stefano Giuseppe Incisa che scrive che la festa principale della chiesa di sant'Anastasio si celebrava la seconda domenica di ottobre. Nelle "Consuetudines ecclesiae astensis" del 1302, invece la festa viene collocata il 22 gennaio, data che corrisponde alla festa di sant'Anastasio il Persiano.
Nel 1644, Filippo Malabayla nella sua "esortazione", tra i santi astigiani non fa più menzione di Anastasio vescovo, rafforzando la tesi che al suo tempo l'identificazione col martire assiro era completa.